# Elvira Madigan (musikal)
Elvira Madigan är en svensk musikal från 1992 med musik av Nick Bicât. Librettot av Georg Malvius med sångtexter av Ture Rangström är baserat på den starkt romantiserade bilden av förhållandet mellan cirkusartisten Elvira Madigan och kavallerilöjtnanten Sixten Sparre. 
Urpremiären ägde rum 11 september 1992 på Malmö stadsteater. Huvudrollerna spelades av Kirsti Torhaug och Magnus Roosmann. Verket har därefter framförts i Oslo 1993 och i Ungern 1995 samt (dock med annan huvudrollsinnehavare) på diverse platser av Riksteatern.

## Diskografi

### Album
- 1992 - Världspremiär på Malmö stadsteater: Elvira Madigan. EuroCast EuMR 2